# دیومرسی ام‌بوکانی
دیومرسی ام‌بوکانی (انگلیسی: Dieumerci Mbokani؛ زادهٔ ۲۲ نوامبر ۱۹۸۵) بازیکن فوتبال اهل جمهوری دموکراتیک کنگو است.
از باشگاه‌هایی که در آن بازی کرده‌است می‌توان به باشگاه فوتبال استاندارد لیژ، باشگاه فوتبال نوریچ سیتی، باشگاه فوتبال وولفسبورگ، باشگاه فوتبال اندرلشت، باشگاه فوتبال دینامو کی‌یف، باشگاه فوتبال تی‌پی مازمبی، و باشگاه فوتبال موناکو اشاره کرد.
وی همچنین در تیم ملی فوتبال جمهوری کنگو بازی کرده‌است.